# Quantel Paintbox

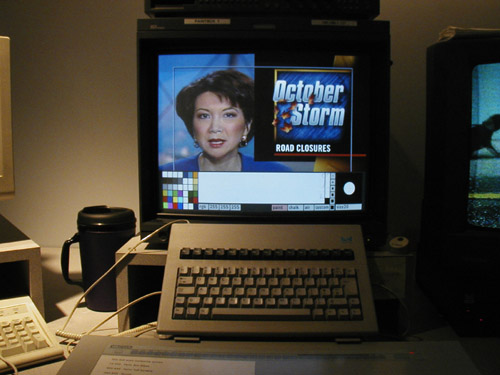
Quantel Paintbox em execução.

Quantel Paintbox era um hardware dedicado ao uso de computação gráfica em geral, sobretudo durante a década de 1980. Produzido pela fabricante Quantel, o produto revolucionou em sua área de atuação a partir de seu primeiro lançamento, no ano de 1981. Foi amplamente utilizado por emissoras de televisão.
Enquanto a primeira geração do produto acompanhava de um hardware específico, versões posteriores se adaptaram ao padrão PC. A última linha do produto foi lançada em meados dos anos 2000, e acabou tornando-se obsoleto frente à softwares como o Adobe Photoshop.

## Obras notáveis
A capa do álbum The Miracle, da banda britânica de rock Queen é um dos exemplos mais notáveis pelos quais esta tecnologia foi utilizada. O videoclipe de "Money for Nothing" da banda britânica Dire Straits foi criado em um sistema de animação 3D Bosch FGS-4000 usando um Quantel Paintbox para fundos e texturas.